# 胶州北站
胶州北站，位于中国山东省青岛市胶州市胶莱镇，是中国国家铁路的一座铁路客运枢纽车站。其国铁部分始建于2011年，由中国铁路济南局集团有限公司管辖；2016年11月5日因配合济青高速线施工，暂停办理客运业务；2018年12月26日重新启用。国铁部分设到发线2条，500米长侧式站台二座，总占地面积17000多平方米。其中，站房建筑面积7200平方米，主体建筑为二层，建筑外立面采用欧式风格设计，与青岛站风格一致。

## 歷史
- 2009年6月2日国铁站开工建设。
- 2011年1月11日国铁站投入运营。

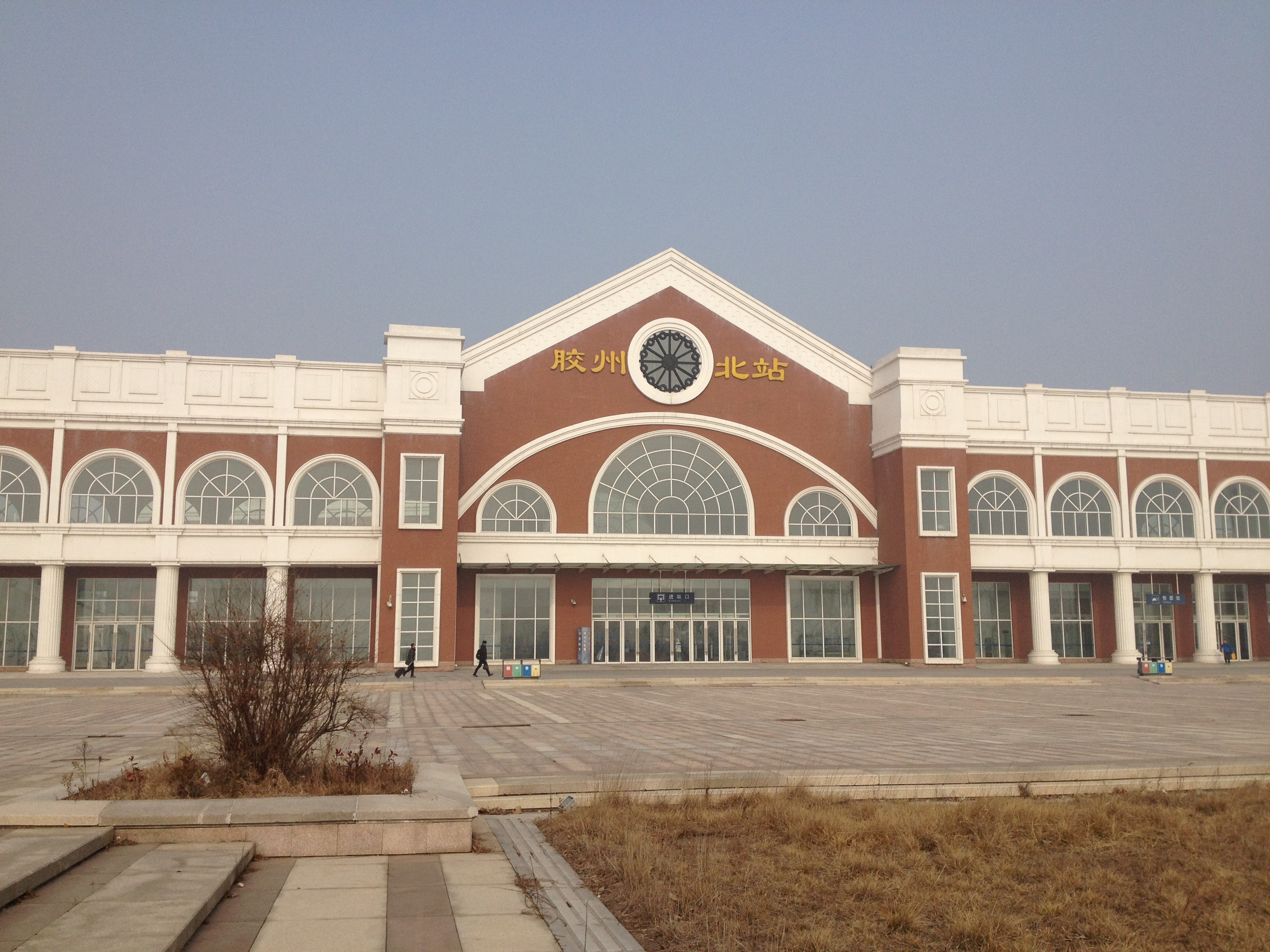
扩建改造前的胶州北站

- 2016年11月5日配合国铁济青高速线施工，暂停办理客运业务进行扩建改造。
- 2018年12月26日济青高速线建成通车，扩建改造后的国铁站重新启用。

## 交通连接
青岛地铁在车站南广场设有地铁站胶州北站。

## 車站周邊
- 胶州市第十七中学

## 外部連結
- 中国铁路客户服务中心 （页面存档备份，存于）